# Überwachungsgericht
Das Tribunale di Sorveglianza (deutsch: Überwachungsgericht) ist ein besonderes Gericht in Italien, das Entscheidungen im Rahmen der Strafvollstreckung trifft. Seine Aufgaben können mit denen der Strafvollstreckungskammer bei den Landgerichten in Deutschland verglichen werden.

## Zuständigkeit
Die italienische Überwachungsgerichtsbarkeit (magistratura di sorveglianza) ist zuständig für die Überwachung der Strafvollstreckung. Sie trifft Entscheidungen im Bereich der Freiheitsstrafen und alternativer Strafen. Dazu gehören Entscheidungen zur Vollzugslockerung, zum offenen Vollzug, zu Haftaussetzung (Bewährung), Disziplinarmaßnahmen, Belohnungen und individuellen Resozialisierungsmaßnahmen. Sie berichtet dem Justizministerium über die Haftbedingungen und andere Vorgänge in den Justizvollzugsanstalten und entscheidet über Beschwerden gegen die Anstalten.
In den Gerichtsbezirken der Appellationsgerichte (Corte d’appello) gibt es jeweils ein Überwachungsgericht. Daneben bestehen im Gerichtsbezirk weitere, nachgeordnete Überwachungsorgane (Ufficio di Sorveglianza, Amt des Überwachungsrichters). Letztere werden bei den Landesgerichten gebildet, sofern sich in deren Bezirken Justizvollzugsanstalten befinden.
Die Überwachungsgerichte sind in erster Instanz zuständig in allen Angelegenheiten, die nicht die Zuständigkeit der nachgeordneten Strafvollstreckungsstellen gehören. Für letztere bilden die Überwachungsgerichte die Berufungsinstanz. Der Kassationsgerichtshof in Rom kann Entscheidungen der Überwachungsgerichte auf Rechtsfehler prüfen und gegebenenfalls aufheben.
Überwachungsgerichte sind Kollegialgerichte. Die Spruchkörper bestehen aus zwei Berufsrichtern, von denen einer von der zuständigen nachgeordneten Strafvollstreckungsstelle kommt, und zwei Experten aus den Bereichen Psychologie, Sozialarbeit, Pädagogik oder klinische Psychiatrie und Kriminologie sowie aus Dozenten für Kriminalwissenschaften. Die nachgeordneten Strafvollstreckungsstellen bestehen aus einem oder mehreren Berufsrichtern, die jeweils als Einzelrichter entscheiden.

## Belege
1. ↑  Tribunale di sorveglianza. In: BISTRO. EURAC, abgerufen am 1. Februar 2021.